# Africanogyrus coretus
Africanogyrus coretus е вид охлюв от семейство Planorbidae. Видът не е застрашен от изчезване.

## Разпространение и местообитание
Разпространен е в Ангола, Бенин, Ботсвана, Буркина Фасо, Бурунди, Гамбия, Гана, Гвинея, Гвинея-Бисау, Демократична република Конго, Египет, Екваториална Гвинея, Етиопия, Замбия, Зимбабве, Камерун, Кот д'Ивоар, Либерия, Мавритания, Мозамбик, Намибия, Нигер, Нигерия, Свазиленд, Сенегал, Сиера Леоне, Танзания, Того, Уганда, Централноафриканска република, Чад и Южна Африка.
Обитава сладководни басейни и реки.